# 동수원중학교
동수원중학교(東水原中學校)는 대한민국 경기도 수원시 영통구 매탄동에 있는 공립 중학교이다.

## 학교 연혁
- 1993년 1월 11일 : 동수원중학교 설립인가
- 1993년 3월 2일 : 제1대 리제재 교장 취임
- 1993년 3월 3일 : 제1회 신입생 입학(16학급 844명)
- 1996년 2월 13일 : 제1회 졸업식(15학급 792명)
- 2023년 3월 1일 : 제9대 이윤환 교장 취임
- 2024년 1월 4일 : 제29회 졸업식(7학급 210명, 졸업생누계 12,475명)
- 2024년 3월 4일 : 제32회 신입생 입학(8학급 231명)

## 참고 자료
- 동수원중학교 - 한국교육학술정보원 학교알리미